# Энрикес Гарсия, Хорхе
Хо́рхе Энри́кес Гарси́а (исп. Jorge Enríquez García; род. 8 января 1991, Мехикали, штат Нижняя Калифорния) — мексиканский футболист, полузащитник. Олимпийский чемпион 2012 года.

## Биография
Хорхе Энрикес — воспитанник молодёжной академии «Гвадалахары». В основной состав команды стал привлекаться в 2009 году, но и в последующие годы он перемежал выступления в основе и молодёжных командах. Наиболее значительное достижение в клубной карьере Энрикеса — это выход с «Гвадалахарой» в финал Кубка Либертадорес в 2010 году. Однако в том турнире он провёл лишь два матча в плей-офф — против «Велес Сарсфилда» и «Либертада». В финальных матчах против «Интернасьонала» Энрикес не появлялся, хотя и был включён в заявку. Всего с 2009 года Энрикес провёл 39 матчей в Примере Мексики, в которых забил два гола.
Хорхе Энрикес является одним из ключевых полузащитников в сборной Мексики на юношеском и молодёжном уровне на рубеже 2000-х и 2010-х годов. В составе молодёжной сборной в 2011 году он занял третье место на чемпионате мира. В том же году помог сборной для игроков не старше 22 лет выиграть Панамериканские игры, прошедшие в Гвадалахаре. В начале 2012 года он выиграл, впервые в истории молодёжной сборной Мексики, престижный международный Турнир в Тулоне.
В 2012 году Хорхе Энрикес стал Олимпийским чемпионом. Он провёл все шесть матчей «трёхцветных», и отметился одним забитым голом — в 1/4 финала он открыл счёт в игре против Сенегала (4:2).
Также Энрикес сыграл три матча на Кубке Америки 2011 — в Аргентину Федерация футбола Мексики решила направить в основном молодёжный состав, но формально это была главная сборная страны.

## Титулы и достижения
- Финалист Кубка Либертадорес: 2010
- Олимпийский чемпион: 2012
- Победитель Панамериканских игр: 2011
- Третий призёр молодёжного чемпионата мира: 2011
- Победитель молодёжного чемпионата КОНКАКАФ: 2011
- Победитель Турнира в Тулоне: 2012
- Обладатель Бронзового мяча молодёжного чемпионата мира 2011